# Рахтово
Рахтово — пресноводное озеро в России, находится в Тевризском городском поселении Тевризского района на севере Омской области.
Водоём расположен в лесной зоне, к западу от места впадения реки Тевриз в Иртыш, на расстоянии 14,5 км к юго-западу от районного центра посёлка Тевриз. Имеет овальную форму, окружено труднопроходимыми осоковыми и моховыми болотами. Площадь озера 32,7 км². Высота над уровнем моря — 64 м. Протяжённость озера 8,9 км, максимальная ширина в северной части составляет 5,2 км.
В восточной части из озера вытекает река Рахтовка. Озеро окружено со всех сторон болотами, в летнее время считается недоступным. Водоем, несмотря на значительную площадь, относится к мелководным. На большей части акватории глубина колеблется от одного метра до полутора; в отдельных местах обнаруживаются впадины до двух метров глубиной. Имеется два острова, которые не имеют официальных названий. Местные рыбаки называют острова Большой (в южной части) и Малый (в северной части водоёма).
Имеются значительные запасы сапропеля.